# Hemliga klubben
Hemliga klubben är ett svenskt TV-program för barn som handlar om Tant Lyckra, en grön tant som vill vara hemlig. Hon får ofta besök av Markus Granseth men han får inte komma in utan lösenord. Tant Lyckra spelas av Calle Jacobson. Det första programmet sändes i Barnkanalen 26 februari 2010.